# 倫塔卡恩·艾姆薩德
倫塔卡恩·艾姆薩德（1999年5月23日—），泰國女子羽毛球運動員。她與妹妹本雅帕·艾姆薩德搭檔奪下2022年印度公開賽女子雙打冠軍。

## 選手生涯
2017年，倫塔卡恩代表泰國參加在臺北市舉辦的夏季世界大學運動會，並助隊伍取得混合團體銅牌。
2022年，倫塔卡恩與妹妹本雅帕搭檔，在印度公開賽女子雙打決賽以2比0（21－13、21－5）擊敗阿克丘林娜／莫羅佐娃，奪下生涯首冠。5月，姊妹二人在越南河內舉辦的東南亞運動會羽毛球比賽贏得女團金牌、女雙銀牌，並在下半年再於越南公開賽、海洛公開賽收穫兩冠。12月，她們憑藉在2022年世界巡迴賽賽季全年第三獲邀參加年終總決賽，最終闖入決賽並以直落二（13-21、14-21）不敵中國的陳清晨／賈一凡。

## 主要比賽成績
只列出曾進入準決賽的國際賽事成績：
| 年份   | 賽事                     | 公開賽級別 | 項目     | 搭檔            | 成績   |
| ------ | ------------------------ | ---------- | -------- | --------------- | ------ |
| 2016年 | 亞洲青年羽毛球錦標賽     | 其他       | 混合團體 | －              | 季軍   |
| 2016年 | 世界青年羽毛球錦標賽     | 其他       | 混合團體 | －              | 季軍   |
| 2017年 | 世界大學運動會羽球比賽   | 其他       | 混合團體 | －              | 銅牌   |
| 2019年 | 馬來西亞羽毛球國際系列賽 | 國際系列賽 | 女子單打 | －              | 準決賽 |
| 2021年 | 優霸盃                   | 其他       | 女子團體 | －              | 季軍   |
| 2022年 | 印度羽毛球公開賽         | 超級500賽  | 女子雙打 | 本雅帕·艾姆薩德 | 冠軍   |
| 2022年 | 韓國羽毛球公開賽         | 超級500賽  | 女子雙打 | 本雅帕·艾姆薩德 | 亞軍   |
| 2022年 | 優霸盃                   | 其他       | 女子團體 | －              | 季軍   |
| 2022年 | 東南亞運動會羽毛球比賽   | 其他       | 女子團體 | －              | 金牌   |
| 2022年 | 東南亞運動會羽毛球比賽   | 其他       | 女子雙打 | 本雅帕·艾姆薩德 | 銀牌   |
| 2022年 | 越南羽毛球公開賽         | 超級100賽  | 女子雙打 | 本雅帕·艾姆薩德 | 冠軍   |
| 2022年 | 海洛羽毛球公開賽         | 超級300賽  | 女子雙打 | 本雅帕·艾姆薩德 | 冠軍   |
| 2022年 | 澳洲羽毛球公開賽         | 超級300賽  | 女子雙打 | 本雅帕·艾姆薩德 | 亞軍   |
| 2022年 | 世界羽聯世界巡迴賽總決賽 | 總決賽     | 女子雙打 | 本雅帕·艾姆薩德 | 亞軍   |
| 2023年 | 泰國羽毛球大師賽         | 超級300賽  | 女子雙打 | 本雅帕·艾姆薩德 | 冠軍   |
| 2023年 | 亞洲羽毛球混合團体錦標賽 | 其他       | 混合團體 | －              | 季軍   |
| 2023年 | 東南亞運動會羽毛球比賽   | 其他       | 女子團體 | －              | 金牌   |
| 2023年 | 泰國羽毛球公開賽         | 超級500賽  | 女子雙打 | 本雅帕·艾姆薩德 | 亞軍   |
| 2023年 | 香港羽毛球公開賽         | 超級500賽  | 女子雙打 | 本雅帕·艾姆薩德 | 準決賽 |
| 2023年 | 亞洲運動會羽毛球比賽     | 其他       | 女子團体 | －              | 銅牌   |
| 2024年 | 泰國羽球大師賽           | 超級300賽  | 女子單打 | 本雅帕·艾姆薩德 | 冠軍   |
| 2024年 | 亞洲羽毛球團體錦標賽     | 其他       | 女子團體 | －              | 亞軍   |
| 2024年 | 台北羽球公開賽           | 超級300賽  | 女子單打 | 本雅帕·艾姆薩德 | 準決賽 |
| 2024年 | 賽義德·莫迪羽毛球國際賽  | 超級300賽  | 女子雙打 | 本雅帕·艾姆薩德 | 準決賽 |
| 2025年 | 泰國羽毛球大師賽         | 超級300賽  | 女子雙打 | 本雅帕·艾姆薩德 | 準決賽 |
| 2025年 | 亞洲羽毛球混合團体錦標賽 | 其他       | 混合團体 | －              | 季軍   |
| 2025年 | 美國羽毛球公開賽         | 超級300賽  | 女子雙打 | 本雅帕·艾姆薩德 | 冠軍   |
| 2025年 | 加拿大羽毛球公開賽       | 超級300賽  | 女子雙打 | 本雅帕·艾姆薩德 | 冠軍   |

| 2007-2017年 | 首要超級賽 | 超級賽 | 黃金大獎賽 | 大獎賽 | 國際挑戰賽 | 國際系列賽 | 未來系列賽 | 其他 |

| 2018-2026年 | 總決賽 | 超級1000賽 | 超級750賽 | 超級500賽 | 超級300賽 | 超級100賽 | 國際挑戰賽 | 國際系列賽 | 未來系列賽 | 其他 |

### 奧運會和世錦賽參賽紀錄
|          | 搭檔            | 2021 | 2022 | 2023 |
| -------- | --------------- | ---- | ---- | ---- |
| 女子雙打 | 本雅帕·艾姆薩德 | 32強 | 32強 | 32強 |

## 外部連結
- 倫塔卡恩·艾姆薩德在世界羽球聯盟的登錄資料